# 聖費南多縣
聖費南多縣（西班牙語：Cantón San Fernando），是厄瓜多爾的縣份，位於該國南部，由阿蘇艾省負責管轄，距離昆卡62公里，面積142平方公里，海拔高度2,600米，2001年人口3,961，人口密度每平方公里27.89人。